# Gran Risa
La Gran Risa è una pista sciistica situata a La Villa, in Italia. Sul pendio che si snoda sul Piz la Ila, nel comprensorio sciistico dell'Alta Badia, parte del Dolomiti Superski, si svolgono annualmente gare di slalom gigante maschili della Coppa del Mondo di sci alpino.

## Caratteristiche
La pista è lunga 1.255 metri, con un dislivello di 448 e una pendenza massima del 63 % (28°); si snoda sui pendii del Piz la Ila dalla parte di La Villa immersa in una pineta ed è per questo motivo quasi completamente in ombra durante tutta la giornata, il che la rende il più delle volte dura o ghiacciata.
Dal 1985 la Gran Risa è omologata come sede di gare di slalom gigante maschile della Coppa del Mondo di sci alpino ed è considerata una delle piste più belle per questa specialità, insieme alla Chuenisbärgli di Adelboden. Durante l'estate 2005, nel tratto finale sono state realizzate due gigantesche gobbe, denominate gobbe del gatto (gobes dl' giat in ladino dolomitico), lunghe 150 metri e con una pendenza superiore al 40% che hanno reso possibile l'omologazione della pista anche per le gare di slalom speciale.
Nel 2015 si è disputato per la prima volta uno slalom gigante parallelo.

## Albo d'oro

### Slalom gigante
L'atleta più vincente è l'austriaco Marcel Hirscher, che si è imposto in slalom gigante sei volte.
| Stagione             | Data             | Primo                 | Secondo              | Terzo                         |
| -------------------- | ---------------- | --------------------- | -------------------- | ----------------------------- |
| Coppa del Mondo 1986 | 15 dicembre 1985 | Ingemar Stenmark      | Hubert Strolz        | Robert Erlacher               |
| Coppa del Mondo 1987 | 14 dicembre 1986 | Richard Pramotton     | Alberto Tomba        | Oswald Tötsch                 |
| Coppa del Mondo 1987 | 15 dicembre 1986 | Joël Gaspoz           | Richard Pramotton    | Markus Wasmeier               |
| Coppa del Mondo 1988 | 13 dicembre 1987 | Alberto Tomba         | Rudolf Nierlich      | Joël Gaspoz Hans Pieren       |
| Coppa del Mondo 1989 | non disputato    | non disputato         | non disputato        | non disputato                 |
| Coppa del Mondo 1990 | 14 gennaio 1990  | Richard Kröll         | Günther Mader        | Rudolf Nierlich Hubert Strolz |
| Coppa del Mondo 1991 | 16 dicembre 1990 | Alberto Tomba         | Urs Kälin            | Marc Girardelli               |
| Coppa del Mondo 1992 | 15 dicembre 1991 | Alberto Tomba         | Steve Locher         | Paul Accola                   |
| Coppa del Mondo 1993 | 13 dicembre 1992 | Marc Girardelli       | Alain Feutrier       | Alberto Tomba                 |
| Coppa del Mondo 1994 | 19 dicembre 1993 | Steve Locher          | Alberto Tomba        | Christian Mayer               |
| Coppa del Mondo 1995 | 22 dicembre 1994 | Alberto Tomba         | Urs Kälin            | Christian Mayer               |
| Coppa del Mondo 1996 | 17 dicembre 1995 | Hans Knauß            | Michael von Grünigen | Alberto Tomba                 |
| Coppa del Mondo 1997 | 22 dicembre 1996 | Michael von Grünigen  | Steve Locher         | Matteo Nana                   |
| Coppa del Mondo 1998 | 21 dicembre 1997 | Christian Mayer       | Michael von Grünigen | Hermann Maier                 |
| Coppa del Mondo 1999 | 20 dicembre 1998 | Michael von Grünigen  | Patrick Holzer       | Andreas Schifferer            |
| Coppa del Mondo 2000 | 19 dicembre 1999 | Joël Chenal           | Hermann Maier        | Rainer Salzgeber              |
| Coppa del Mondo 2001 | 17 dicembre 2000 | annullato             | annullato            | annullato                     |
| Coppa del Mondo 2002 | 16 dicembre 2001 | Frédéric Covili       | Michael von Grünigen | Sami Uotila                   |
| Coppa del Mondo 2003 | 22 dicembre 2002 | Bode Miller           | Davide Simoncelli    | Christian Mayer               |
| Coppa del Mondo 2004 | 14 dicembre 2003 | Kalle Palander        | Davide Simoncelli    | Frédéric Covili               |
| Coppa del Mondo 2004 | 21 dicembre 2003 | Davide Simoncelli     | Kalle Palander       | Bode Miller                   |
| Coppa del Mondo 2005 | 19 dicembre 2004 | Thomas Grandi         | Benjamin Raich       | Didier Cuche Hermann Maier    |
| Coppa del Mondo 2006 | 18 dicembre 2005 | Massimiliano Blardone | Davide Simoncelli    | François Bourque              |
| Coppa del Mondo 2007 | 17 dicembre 2006 | Kalle Palander        | Bode Miller          | Didier Défago                 |
| Coppa del Mondo 2008 | 16 dicembre 2007 | Kalle Palander        | Benjamin Raich       | Marc Berthod                  |
| Coppa del Mondo 2009 | 21 dicembre 2008 | Daniel Albrecht       | Ivica Kostelić       | Hannes Reichelt               |
| Coppa del Mondo 2010 | 20 dicembre 2009 | Massimiliano Blardone | Davide Simoncelli    | Cyprien Richard               |
| Coppa del Mondo 2011 | 19 dicembre 2010 | Ted Ligety            | Cyprien Richard      | Thomas Fanara                 |
| Coppa del Mondo 2012 | 18 dicembre 2011 | Massimiliano Blardone | Hannes Reichelt      | Philipp Schörghofer           |
| Coppa del Mondo 2013 | 16 dicembre 2012 | Ted Ligety            | Marcel Hirscher      | Thomas Fanara                 |
| Coppa del Mondo 2014 | 22 dicembre 2013 | Marcel Hirscher       | Alexis Pinturault    | Ted Ligety                    |
| Coppa del Mondo 2015 | 21 dicembre 2014 | Marcel Hirscher       | Ted Ligety           | Thomas Fanara                 |
| Coppa del Mondo 2016 | 20 dicembre 2015 | Marcel Hirscher       | Henrik Kristoffersen | Victor Muffat-Jeandet         |
| Coppa del Mondo 2017 | 18 dicembre 2016 | Marcel Hirscher       | Mathieu Faivre       | Florian Eisath                |
| Coppa del Mondo 2018 | 17 dicembre 2017 | Marcel Hirscher       | Henrik Kristoffersen | Žan Kranjec                   |
| Coppa del Mondo 2019 | 16 dicembre 2018 | Marcel Hirscher       | Thomas Fanara        | Alexis Pinturault             |
| Coppa del Mondo 2020 | 22 dicembre 2019 | Henrik Kristoffersen  | Cyprien Sarrazin     | Žan Kranjec                   |
| Coppa del Mondo 2021 | 20 dicembre 2020 | Alexis Pinturault     | Atle Lie McGrath     | Justin Murisier               |
| Coppa del Mondo 2022 | 19 dicembre 2021 | Henrik Kristoffersen  | Marco Odermatt       | Manuel Feller                 |
| Coppa del Mondo 2022 | 20 dicembre 2021 | Marco Odermatt        | Luca De Aliprandini  | Alexander Schmid              |
| Coppa del Mondo 2023 | 18 dicembre 2022 | Lucas Braathen        | Henrik Kristoffersen | Marco Odermatt                |
| Coppa del Mondo 2023 | 19 dicembre 2022 | Marco Odermatt        | Henrik Kristoffersen | Žan Kranjec                   |
| Coppa del Mondo 2024 | 17 dicembre 2023 | Marco Odermatt        | Filip Zubčić         | Žan Kranjec                   |
| Coppa del Mondo 2024 | 18 dicembre 2023 | Marco Odermatt        | Marco Schwarz        | Žan Kranjec                   |
| Coppa del Mondo 2025 | 22 dicembre 2024 | Marco Odermatt        | Léo Anguenot         | Alexander Steen Olsen         |

### Slalom speciale
| Data                                        | Stagione         | Primo                | Secondo              | Terzo            |
| ------------------------------------------- | ---------------- | -------------------- | -------------------- | ---------------- |
| Coppa del Mondo 2007                        | 18 dicembre 2006 | Markus Larsson       | Ted Ligety           | Ivica Kostelić   |
| Coppa del Mondo 2008                        | 17 dicembre 2007 | Jean-Baptiste Grange | Felix Neureuther     | Ted Ligety       |
| Coppa del Mondo 2009                        | 22 dicembre 2008 | Ivica Kostelić       | Jean-Baptiste Grange | Benjamin Raich   |
| Coppa del Mondo 2010                        | 21 dicembre 2009 | Reinfried Herbst     | Silvan Zurbriggen    | Manfred Pranger  |
| Coppa del Mondo 2011                        | non disputato    | non disputato        | non disputato        | non disputato    |
| Coppa del Mondo 2012                        | 19 dicembre 2011 | Marcel Hirscher      | Giuliano Razzoli     | Felix Neureuther |
| Coppa del Mondo 2013 – Coppa del Mondo 2020 | non disputato    | non disputato        | non disputato        | non disputato    |
| Coppa del Mondo 2021                        | 21 dicembre 2020 | Ramon Zenhäusern     | Manuel Feller        | Marco Schwarz    |
| Coppa del Mondo 2022 – Coppa del Mondo 2024 | non disputato    | non disputato        | non disputato        | non disputato    |
| Coppa del Mondo 2025                        | 23 dicembre 2024 | Timon Haugan         | Loïc Meillard        | Atle Lie McGrath |

### Slalom parallelo
| Data                 | Stagione         | Primo              | Secondo              | Terzo             |
| -------------------- | ---------------- | ------------------ | -------------------- | ----------------- |
| Coppa del Mondo 2016 | 21 dicembre 2015 | Kjetil Jansrud     | Aksel Lund Svindal   | André Myhrer      |
| Coppa del Mondo 2017 | 19 dicembre 2016 | Cyprien Sarrazin   | Carlo Janka          | Kjetil Jansrud    |
| Coppa del Mondo 2018 | 18 dicembre 2017 | Matts Olsson       | Henrik Kristoffersen | Marcel Hirscher   |
| Coppa del Mondo 2019 | 17 dicembre 2018 | Marcel Hirscher    | Thibaut Favrot       | Alexis Pinturault |
| Coppa del Mondo 2020 | 23 dicembre 2019 | Rasmus Windingstad | Stefan Luitz         | Roland Leitinger  |

### Combinata
| Data                 | Stagione         | Primo           | Secondo        | Terzo             |
| -------------------- | ---------------- | --------------- | -------------- | ----------------- |
| Coppa del Mondo 1986 | 15 dicembre 1985 | Marc Girardelli | Niklas Henning | Pirmin Zurbriggen |